# Покосные песни
Покосные песни (сенокосные песни) — народные песни летнего цикла, исполняемые во время сенокоса и по завершении работы. Как правило, это лирические произведения, тематическая близкие к жнивным песням, менее связанные с календарными обрядами, связанные с работами, предшествующими покосу, иногда совпадали с ним. 
Основными образами в этих произведениях являются косари, работа которых поэтизируется и воспевается. И в жнивных, и в покосных песнях часто звучат мотивы тяжелой работы и вдовьей доли, которая сама не может справиться с работой в поле, поэтому у неё плохой урожай, некому помочь, и ей приходится за плату нанимать работников. Этими мотивами жнивные и покосные песни перекликаются со вдовьими песнями. Меланхоличным настроением, мотивами любви, переживаниями лирического героя некоторые из них приближены к семейно-бытовым песням, которые, очевидно, возникли из календарно-обрядового творчества.
Давность традиции покосных песен подтверждает тот факт, что их ведущие мотивы кошения травы, образы серебряной косы, чистой росы также имеются в произведениях других циклов, в частности в зимних щедровках (укр. «Там Василій сіно косить», «А Василій сіно косив» и др.). В этом проявляется годовая архаичная календарная цикличность и связь с жанрами других периодов, где каждый цикл является предсказанием последующих. Символичным является образ смерти с косой, который появляется не только в обрядовом творчестве (в частности рождественской), но и в народной лирике и эпосе. Часть покосных песен имеет позднее время возникновения, поэтому они меньше связаны с обрядами. В частности в украинском фольклоре зафиксировано значительное количество покосных песен с коломыйским размером.
В украинских покосных песнях выделяется группа «гребовицких» песен (укр. гребовицькі песни). Они приурочены к процессу сгребания сена после покоса. Эта группа песен немногочисленна, и в них есть мотивы, встречающиеся в других жанрах земледельческого творчества. Так, распространено величание сгребальщиков, воспевание их труда.
Как и в жнивных,  в покосных песнях присутствуют мотивы обращения к солнцу (чтобы не жгло), к ветру (чтобы не разносил сено и освежал работников), к вечеру (чтобы скорее пришел и принес покой). Распространенными здесь также являются темы любви, ухаживания, сватовства, любовно-эротические мотивы. Часто проводится параллель между сгребанием сена и «сгребанием вместе» (укр. «згрібанпям докупи») казака с девушкой.
Во покосных песнях, как и в большинстве других народных песенных циклах, прослеживаются элементы магии, признаки древних культов и верований, центральным из которых является почитание духов умерших предков. На сенокосе причитают как в погребально-поминальных плачах. Но это не жалоба из-за тяжёлого труда, а потому, что плачи считаются действенными магическими формулами, пригодными и в трудовых процессах.